# Harry Seidel
Harry Seidel (født 2. april 1938 i Berlin, død i august 2020) var en flugthjælper ved den indre tyske grænse og banecyklist i DDR. Efter opførelsen af Berlinmuren hjalp han østberlinere med republikflugt fra den sovjetiske besættelseszone i Østberlin til Vestberlin. Han deltog i udgravningen af flere flugttuneller under muren. Da han blev anholdt af Ministeriet for Statssikkerhed (forkortet MfS eller Stasi) i forbindelse med et nyt flugtforsøg, blev han af DDR's højesteret, i en skueproces, idømt livsvarigt fængsel. Efter cirka fire års fængsel blev han købt fri af de vesttyske myndigheder.

## Liv
Harry Seidel voksede op i den østberlinske bydel Prenzlauer Berg. I skolen havde han svært ved at indordne sig under den politiske indoktrinering og forlod skolen efter 10. klasse og blev uddannet som elektriker. I sin ungdom viste han et talent for banecykling. Han startede i cykelklubben Semper Berlin og rykkede senere til SC Einheit Berlin. Efter at have vundet Berlin-mesterskabet i banecykling flere gange, vandt han i 1959 DDR-mesterskabet i tomands holdkørsel med Rainer Pluskat og vandt en tredjeplads i 4000 meter i individuelt forfølgelsesløb. Han blev udtaget til DDR's banecyklingslandshold. Som en succesrig cykelrytter blev han ofte benyttet af DDR's propagandamaskine. I 1960 blev han nægtet deltagelse i de olympiske lege i Rom, på trods af han opfyldte de opstillede krav. Seidel siges at have nægtet at dope sig med anaboliske steroider.
Slutningen på Seidels østtyske cykelkarriere blev markeret med udmeldelsen fra SC Einheit i april 1961. På samme tid sagde han sit job op og fik et job som avisbud i Vestberlin. I Vestberlin havde han bedre mulighed for at forberede sin flugt fra Østtyskland sammen med sin kone Rotraut og deres lille søn. Det lykkedes ham at finde et hul i muren, hvor han kunne flygte til Vestberlin, men vendte samme dag tilbage til sin familie. Samme aften flygtede han på ny, denne gang over floden Spree. I starten af september 1961 hentede han sin kone og søn til Vesten via et hul i grænsehegnet i Kiefholzstraße. Som en følge af familiens flugt blev hans mor og familiemedlemmer midlertidigt anholdt, men efter deres løsladelse blev de løbende chikaneret af Stasi.

### Flugthjælp
På baggrund af egne erfaringer og truslerne mod hans tilbageværende familie i Østtyskland besluttede Seidel at blive flugthjælper. Af denne grund klippede han flere huller i grænsehegnet og ødelagde lyskastere langs grænsen. I december 1961 anholdte Stasi Seidel ved Brandenburger Tor og underkastede ham forhør. Det lykkedes ham at flygte igennem et vindue i otte meters højde og slap tilbage til Vestberlin.
Eftersom den tekniske sikring af den indre tyske grænse løbende blev forbedret, blev det i sagens natur sværere og sværere at passere grænsen uden myndighedernes accept. I januar 1962 forsøgte Seidel at grave en flugttunnel i Kiefholzstraße, der dog måtte opgives grundet det høje grundvandspejl. Under sit arbejde som avisbud lærte han kioskejeren Fritz Wagner at kende. Denne arbejdede som betalt flugthjælper. Seidel og Wagner slog sig sammen om et fælles tunnelprojekt. I modsætning til Wagner var Seidel ideologisk motiveret og krævede ikke betaling for sin assistance til at flygte til Vesten. I det fælles tunnelprojekt overtog Seidel ledelsen af gravearbejdet, mens Wagner tog sig af de organisatoriske opgaver. I alt bestod gruppen af cirka 20 mand.
I begyndelsen af 1962 arbejdede Seidel med Fritz Wagner og Heinz Jercha på en tunnel i Heidelberger Straße 75, hvorigennem de i marts 1962 lykkedes at transportere adskillige flygtninge. Jercha og Seidel mødte flygtningene på østsiden og førte dem til tunnelindgangen. Wagner, Seidel og Jercha kom alle fra forskellige baggrunde og havde forskellige motiver for deres involvering i flugthjælpen. Seidel og Jercha smuglede flere flygtninge under muren end Wagner vidste, men modsat tog Wagner flere penge for sin flugthjælp end hvad han fortalte sine kollegaer. MfS blev bekendt med tunnellen den 24. marts igennem en hemmelig informant (på tysk: inoffizieller Mitarbeiter, IM), som var lykkedes at vinde Seidels fortrolighed. Den 27. marts havde Stasi planen klar for en aktion som skulle ødelægge tunnellen og pågribe bagmændene. I løbet af aktionen opstod et skyderi hvorved et rikocherende skud traf Heinz Jercha i brystet. Det lykkedes Seidel og Jercha at flygte tilbage til Vesten hvor Jercha døde af sine kvæstelser. Antallet af østtyskere, der nåede igennem denne tunnel, angives til mellem 35 og 59. Størstedelen af flygtningene var beslægtede med tunnelbyggerne.
I maj 1962 påbegyndte Seidel og Wagner arbejdet på en ny tunnel med udgangspunkt i Heidelberger Straße 28-29, men denne blev opgivet efter en advarsel fra BfV.
I Pinsen, den 31. maj 1962 gravede Seidel og andre en tunnel i Treptow fra kælderen i hotellet Heidelberger Krug på vestsiden til en kælder i en fotobutik i Elsenstraße på østsiden. Igennem denne udgravning flygtede omkring 55 personer frem til 11. juni 1962. Herefter opdagede Stasi den 75 meter lange tunnel, hvorefter den blev ubrugelig som flugtrute. Under et vejarbejde i 2004 blev en intakt del af tunellen afdækket af bygningsarbejdere. I 2006 blev en mindeplade for tunnellen indviet under overværelse af Seidel.
I juli 1962 forsøgte Seidel og Wagner sig på ny med en tunnel i Kiefholzstraße. På dette tidspunkt havde de allieret sig med Hasso Herschel og Girrmann-gruppen, som bestod af studerende fra FU Berlin. Kontakten mellem de to grupper var blevet formidlet igennem BfV. Da tunnellen brød stod færdig den 7. august 1962 opstod der problemer. Datjaen, hvor indgangen til tunnellen skulle ligge var beboet og beboeren var ikke interesseret i flugt. En IM med nøgleordet „Hardy“ havde afsløret planen til Stasi som samme dag arresterede cirka 60 flygtninge. Den samme IM afslørede i oktober 1962 også Seidel og Wagners næste tunnelprojekt i Heidelberger Straße. Efter tunnellen blev færdiggravet med hjælp fra Girrmann-gruppen og det var lykkedes at smugle to østtyske borgere ud slog MfS til mod tunnellen hvorved en tunnelbygger blev hårdt såret.
Den 14. november 1962 dukkede Seidel frem fra en 70 meter lang tunnel som var gravet på bestilling af det vestberlinske CDU i Kleinmachnow, her lå Stasi i baghold. CDU havde bestilt tunnellen så deres medlemmer der var fanget i Østberlin kunne hjælpes til flugt. Under anholdelsen fandt Stasi en ladt pistol på Seidel. Da han ikke var med til at bygge denne tunnel fra starten havde han senere spekuleret: "Måske var det en Stasi-fælde, jeg ved det ikke."

### Retssagen
Seks uger efter Seidels anholdelse begyndte retssagen med ham i DDR's højesteret under retspræsident Heinrich Toeplitz. Under de tre dage lange retshandlinger havde Seidel tildelt en systemtro advokat som forsvarer. Den vestlige presse havde ikke tilladelse til at overvære retssagen. I stedet bestod publikum af soldater fra grænsestyrken, partimedlemmer fra SED og udvalgte medlemmer af VEB. Den 29. december 1962 fandt retten Seidel skyldig i brud på loven om "beskyttelse af freden" og våbenlovgivningen og meddelte ham livsvarigt fængsel.
Retssagen var en skueproces og kørte efter en MfS drejebog. I et internt "forslag for gennemførelse af retssag for udvidet offentlighed" fra MfS den 26. november 1962 blev målet beskrevet, nemlig at "påvise resultatet af en aggresionshandling mod DDR's grænser overfor verdensoffentligheden". Det var første gang loven kom i brug siden dens vedtagelse i 1950. Loven kunne, igennem sine gummiparagrafer benyttes til alle formål og muligheden for dødsstraf forelå, denne mulighed blev dog hurtigt udelukket på grund af de skader en sådan straf ville forvolde på DDR's internationale omdømme. Seidels dom skabte protester over hele verden.
I begrundelsen for dommen anklagede retten Seidel for at være i ledtog med de vesttyske myndigheder og sammenlignede de begåede forbrydelser med dem der blev fastlagt under Nürnbergprocessen og beskyldte ham for at lave forberedelser til en vestlig angrebskrig. Denne beskrivelse blev kritiseret af den Internationale Juristkommission i en rapport udarbejdet i 1963, især sammenligningerne mellem flugthjælperne og nationalsocialismes forbrydelser tiltrak sig kritik. Willy Brandt, på tidspunktet den siddende borgmester i Vestberlin kommenterede processen: "Der findes ikke ord som tilstrækkeligt kan beskrive forargelsen over denne politistats moderne inkvisition.“

### Fængsel
Seidel sad fængslet først i Statssikkerhedens fængsel i Hohenschönhausen og efterfølgende i tugthuset i Brandenburg. Forholdene i fængslerne betegnede han som dårlige. Under Seidels fængsling organiserede Rotraut Seidel ved flere lejligheder protester for hendes mands løsladelse ved muren og andre offentlige steder i Berlin. Den 14. september 1963 rejste den indiske borgerrettighedsaktivist Tapeshwar N. Tutsi med en robåd til den østberlinske side af Britzer forbindelseskanalen. Han medbragte en plakat som opfordrede til frigivelsen af Seidel og andre politiske fanger i DDR. Som et svar på terrorismeanklagerne i den østtyske presse svarede Rotraut Seidel at hendes mands udelukkende var af motiveret af private årsager. Efter Seidel havde siddet fængslet i cirka fire år blev han frikøbt af de vesttyske myndigheder efter lange forhandlinger.

### Efter fængsel
Den 13. september 1966 kom Seidel igen til Vestberlin. Her arbejdede han for Senator für Inneres. Han var ansvarlig for behandlingen af de af nationalsocialismen politisk og religiøst forfulgte.
Han blev efter sin fængsling igen aktiv indenfor banecykling og vandt i 1973 med Burckhard Bremer, Roger Poulain og Peter Lindow de vesttyske mesterskaber i holdcykling.
TV-programmet Monitor på ARD organiserede i marts 1990 efter murens fald et møde mellem Seidel og Toeplitz. I samtalen beskrev Toeplitz dommen som gammeldags, dog uden at undskylde eller tage afstand fra den. Den 1. december 1992 vidnede han, sammen med andre ofre for DDR-diktaturet, overfor en Forbundsdagens undersøgelseskommission for "Gennemgang af historien og følgerne af SED-diktaturet i Tyskland".
I 2012 blev Seidel tildelt Verdienstkreuz am Bande.